# Пламя (фильм, 1947)
«Пламя» (англ. The Flame) — фильм нуар режиссёра Джона Х. Ауэра, который вышел на экраны в 1947 году.
Фильм рассказывает о Джордже Макаллистере (Джон Кэрролл), который подговаривает свою девушку, медсестру Карлотту Дюваль (Вера Ралстон) женить на себе своего богатого смертельно больного брата Барри (Роберт Пейдж), рассчитывая таким образом унаследовать его состояние. Однако Карлотта влюбляется в Барри по-настоящему, прилагая все силы для его выздоровления. Тем временем на пути их счастья возникает шантажист (Бродерик Кроуфорд), вымогающий деньги из Джорджа, угрожая в противном случае придать гласности его отношения с Карлоттой.
Фильм получил противоречивые оценки критики. С одной стороны его характеризовали как неумелый, неинтересный и бессвязный, а с другой — как один из лучших фильмов студии Republic 1940-х годов, который выполнен атмосферно и стильно.

## Сюжет
Накануне Нового года в Нью-Йорке Джордж Макаллистер (Джон Кэрролл) входит в квартиру и убивает человека. Когда он останавливается в дверях, чтобы закурить сигарету, умирающий стреляет в него. Раненый Джордж приезжает к себе домой, поднимается в квартиру, звонит в полицию и сознаётся в убийстве. После этого он открывает только что полученное письмо от своей девушки Карлотты Дюваль (Вера Ралстон), в котором она описывает события последних дней с того момента, как Джордж уговорил её выйти замуж за своего смертельно больного брата-миллионера Барри (Роберт Пейдж)…
… В богатом особняке на Лонг-Айленде молодая красивая медсестра Карлотта Дюваль ночью спускается по лестнице, услышав, как в гостиной играет на органе её пациент, владелец дома Барри Макаллистер. Барри благодарит Карлотту за то счастье, которое она ему подарила, признаётся ей в любви и предлагает выйти за него замуж. Вскоре Карлотта приезжает к Джорджу Макаллистеру, с которым у неё роман ещё со времён Второй мировой войны, когда они познакомились во французском госпитале. Как выясняется, Джордж специально устроил Карлотту медсестрой к брату, чтобы она влюбила его в себя и вышла за него замуж. Учитывая, что, по мнению врачей, Барри смертельно болен, и ему осталось жить около двух месяцев, Карлотта может вскоре стать богатой вдовой, что позволит Джорджу расплатиться с долгами и зажить богатой жизнью. Карлотта переживает за Барри и не желает его смерти, однако подтверждает Джорджу, что любит его, а Барри для неё — просто бизнес. На прощанье они целуются. Вскоре наступает день свадьбы Барри и Карлотты, чему не рада тётя Маргарет (Юрка Бланш), которая живёт в доме Барри. Она прямо заявляет Карлотте, что прекрасно понимает её намерения, однако Карлотта заявляет, что не боится её. Вскоре к Карлотте заходит семейный врач, доктор Митчелл (Генри Трэверс), чтобы рассказать ей о Барри, которого любит как родного сына. Тем временем Джордж помогает Барри готовиться к свадьбе, прося упомянуть его в своём завещании, однако Барри отказывается. В свою очередь Барри советует Джорджу найти ту медсестру в Париже, о которой он ему в своё время писал, и которую, по-видимому, любил. По случаю свадьбы Барри дарит брату чек на 10 тысяч долларов, чтобы тот нашёл свою медсестру и женился на ней, обещая ему в этом случае хорошую работу.
Во время бракосочетания в церкви Джордж, не дождавшись окончания церемонии, уезжает домой в свою богатую манхэттенскую квартиру. Около дома он видит незнакомца в плаще, который, как ему кажется, за ним следит. Полученными от брата деньгами Джордж оплачивает долги за квартиру, после чего поднимается к себе. Выйдя на балкон, он снова видит подозрительного мужчину. Не выдержав напряжения, Джордж спускается вниз и спрашивает у незнакомца, почему тот за ним следит. Незнакомец, которого зовут Эрни Хикс (Бродерик Кроуфорд), объясняет, что он следит не за ним, а за своей возлюбленной Хелен Андерсон (Констанс Даулинг), которая живёт в этом же доме. По словам Эрни, последнее время Хелен отдалилась от него, и он решил проследить, не появился ли у неё кто-либо другой. Джордж приглашает Эрни в квартиру, где тот видит фотографию Карлотты в рамке на столе, а затем сообщает Джорджу, что если он достанет много денег, то Хелен будет его. Джордж предлагает Эрни поехать в клуб, где выступает Хелен, чтобы развеяться и послушать её выступление. Эрни немного удивлён такому предложению Джорджа, но соглашается. В клубе после своего выступления Хелен присоединяется к мужчинам, и Джордж угощает всех ужином. Эрни вкладывает в папку с меню газетную вырезку с фотографией Карлотты и информацией о её свадьбе, давая Джорджу понять, что ему известно о том, что он тайно встречается с женой своего брата-миллионера. Расставаясь около своей квартиры, Джордж даёт Эрни немного денег, однако тот отказывается. Некоторое время спустя в квартире Джорджа появляется Хелен, и они целуются. Как выясняется, пока Карлотта жила у Барри, Джордж начал тайно встречаться с певицей. Осматривая квартиру Джорджа, Хелен выражает недовольство тем, что тот убрал со стола её фотографию. Джордж оправдывается тем, что спрятал её в связи с визитом Эрни. Хелен предупреждает Джорджа, что Эрни опасный человек, и может создать ему проблемы.
Из окна особняка тётя Маргарет наблюдает, как Барри и Карлотта наслаждаются видом со скалы и красотой окружающей природы, замечая, как хорошо влияет на состояние племянника любовь к Карлотте. Барри рассказывает своей молодой жене, что в своё время Джордж увёл у него девушку, которую тот любил и собирался на ней жениться. Барри дарит Карлотте предназначавшийся для той девушки браслет. Затем он рассказывает, что его брат не любит работать, зато любит погулять и увлекается женщинами, но он всё равно любит его. По словам Барри, во время войны, когда Джордж воевал в Европе и был ранен, он встретил медсестру, которую полюбил. Барри помог ему материально, чтобы Джордж успокоился и женился на той девушке, но он так и не женился.
Вскоре под видом поездки за покупками Карлотта приезжает домой к Джорджу. Около дома за ней наблюдает Эрни. В квартире Джордж пытается поцеловать Карлотту, однако видит, что она расстроена. Она рассказывает о вчерашнем разговоре с Барри, который сообщил, что давал Джорджу деньги на свадьбу с ней в Париже, однако Джордж обманул её, заявив, что женится, когда заработает достаточно денег. Джордж оправдывается тем, что денег было немного, и они ушли на текущие расходы. Джордж уверяет, что Барри рассказывает про него ужасные вещи, потому что ненавидит его, однако Карлотта утверждает, что Барри любит брата. Вместе с тем, она подтверждает Джорджу, что по-прежнему доверяет ему. Сразу после её ухода появляется Эрни, который заявляет, что намерен пожить в шикарной квартире Джорджа, так как теперь у них будет общий бизнес. Он говорит, что видел, как к нему сегодня приходила Карлотта. Эрни далее рассказывает, что последнее время Хелен стала к нему холодна, вероятно, у неё появился кто-то другой. В этой связи ему срочно нужны деньги, чтобы вернуть Хелен, но не та жалкая подачка, которой пытался отделаться Джордж, а настоящие, большие деньги. Эрни уже знает о том, что Барри осталось жить всего пару месяцев, а после его смерти в распоряжении Джорджа окажутся все средства брата.
По дороге домой Карлотта признаётся себе, что впервые усомнилась в Джордже, и у неё возникли сомнения в том, правильно ли она поступает. Вернувшись в особняк, она испытывает умиротворение от вида океана и леса вокруг. Она идёт в церковь, вспоминая о свадьбе и обращаясь к Богу с вопросом, правильно ли она поступает. Когда распахиваются окна и в церковь идёт свет, она вспоминает свадьбу и ощущает душевный подъём. Вернувшись в дом, она видит, как Барри играет на органе. Карлотта хочет рассказать ему о том, во что она вовлечена, однако Барри перебивает её и отвечает, что он знает о ней всё, что для него имеет значение. В квартиру к Джорджу приходит Хелен, пытаясь обнять его, но он отстраняется. Увидев на столике портрет Карлотты, Хелен понимает, в чём дело. Джордж просит её уйти. Она разбивает портрет и уходит, говоря, что Джордж ещё пожалеет. Узнав Карлотту по газетам, Хелен приезжает к ней в особняк, заявляя, что уступает ей Джорджа как залежалый товар. Карлотта предполагает, что Хелен хочет её шантажировать, но та успокаивает её, говоря, что может много что рассказать, но никому ничего не расскажет. При появлении Барри Хелен представляется старой подругой, после чего уходит со словами, что Барри хороший парень и советует заботиться о нём.
Джордж из своей квартиры в присутствии Эрни звонит Карлотте, настаивая на встрече по срочному делу. Эрни требует, чтобы Джордж срочно достал ему денег, так как он сказал Хелен, что получил наследство, после чего она согласилась выйти за него замуж и отправиться в свадебное путешествие. Эрни угрожает Джорджу, что если тот не в состоянии решить вопрос, он обратиться к Карлотте напрямую, однако Джордж обещает всё решить. Джордж приезжает на празднование Рождества в особняк Барри. Улучшив момент, Джордж выходит с Карлоттой на балкон, где сообщает ей о шантаже Эрни, после чего уговаривает её уйти от Барри и вернуться к нему, однако Карлотта отказывается. Тем не менее, Джордж настаивает на том, что вернёт её любой ценой. В этот момент Барри выходит на балкон, предлагая Джорджу остаться на ночь. Ночью Карлотта пишет Джорджу письмо, в котором упрекает его в том, что он шантажирует её, и выражает опасение, что ради денег он может убить Барри. Затем она выходит из спальни и спускается по лестнице вниз, где Джордж пьёт в одиночестве. Она просит Джорджа отдать пистолет, который тот всегда носит с собой, так как опасается, что он может убить Барри. Чтобы предотвратить несчастье, она говорит Джорджу, что не любит Барри, однако не говорит, что хочет вернуться к Джорджу. Ночью Карлотта видит, как Джордж на машине отъезжает от дома.
Утром Карлотта уже не сомневается в том, что Джордж готов убить брата, если она к нему не вернётся. Она пишет Барри записку с просьбой простить, что сбежала, после чего идёт в церковь и просит помощи у Бога. Там к ней подходит доктор Митчелл, которому Карлотта сообщает, что решила уйти от Барри. Однако доктор заявляет Карлотте, что благодаря её заботе и вниманию здоровье Барри значительно улучшилось, и совершенно неожиданно он пошёл на поправку. Он говорит, что ему известно о её отношениях с Джорджем, далее заявляя, что она действует на Барри лучше любого лекарства, и это самое главное. Карлотта объясняет, что тоже любит Барри, но решила вернуться к Джорджу, который находится в отчаянном положении и стал опасен. Доктор Митчелл однако советует ей вместе с Барри отправиться в длительное морское путешествие на лайнере «Королева Елизавета», который отплывает через несколько дней. Как говорит доктор, «с тобой Барри будет здоров и переживёт многих из нас». Карлотта возвращается в дом, где рвёт записку, которую оставила Барри.
…В своей комнате Джордж дочитывает письмо Карлотты, в котором она соглашается вернуться к нему ради счастья Барри. Вскоре появляется полиция и видит, что Джордж ранен. Тем не менее, детективы начинают его допрос в связи с убийством, в котором он сознался. Джордж рассказывает, что, так и не достав денег, он пришёл к Эрни, которому заявил, что ситуация изменилась, так как сегодня Карлотта и Барри отправляются в длительное морское путешествие. Когда Эрни встал со словами, что немедленно направляется прямо в порт к Барри и Карлотте, Джордж достал револьвер и убил его. Когда Джордж на мгновение задержался в дверях, Эрни выстрелил и ранил его. Закончив свой рассказ, Джордж умирает в кресле. Тем временем счастливые Карлотта и Барри стоят на палубе морского лайнера «Королева Елизавета». На берегу их провожают доктор Митчелл и тётя Маргарет. В этот момент на корабль доставляют телеграмму с пожеланием счастливого пути, которую Джордж успел отправить перед смертью.

## В ролях
- Джон Кэрролл — Джордж Макаллистер
- Вера Ралстон — Карлотта Дювал
- Роберт Пейдж — Барри Макаллистер
- Бродерик Кроуфорд — Эрни Хикс
- Генри Трэверс — доктор Митчелл
- Хэтти Макданиел — Силия
- Бланш Юрка — тётя Маргарет
- Констанс Даулинг — Хелен Андерсон
- Виктор Сен Юнг — Чанг
- Гарри Чешир — священник
- Джон Мильян — детектив
- Гарри Оуэн — детектив
- Эдди Данн — офицер полиции
- Винс Барнетт — служащий сцены (в титрах не указан)

## Создатели фильма и исполнители главных ролей
Родившийся в Будапеште продюсер и режиссёр фильма Джон Х. Ауэр в начале 1930-х годов начал свою карьеру в Голливуде, поставив 40 фильмов, среди них хоррор-детектив «Преступление доктора Креспи» (1935), криминальная комедия «Преданный человек» (1941), фильмы нуар «Город, который никогда не спит» (1953) и «Пол-акра ада» (1954), а также военно-биографическая драма «Вечное море» (1955).
Среди наиболее значимых актёрских работ Джона Кэрролла — мюзикл-вестерн «На запад» (1940), мюзикл «Рио-Рита» (1942), военная экшн-мелодрама «Летающие тигры» (1942), музыкальная мелодрама «Фиеста» (1947) и вестерн «Столкновение в Сандауне» (1957).
Чехословацкая фигуристка Вера Ралстон привлекла внимание директора киностудии Republic Pictures Херберта Дж. Йейтса, который привёз её в Голливуд. Среди наиболее популярных её фильмов — фантастический хоррор «Леди и монстр» (1944), вестерны с Джоном Уэйном «Дакота» (1945) и «Боец из Кентукки» (1949), фильм нуар «Бандитская империя» (1952) и приключенческий экшн «Мятежный дух Кракатау» (1953). В 1958 году после увольнения со студии её мужа Ралстон также завершила кинокарьеру в возрасте 35 лет, сыграв, начиная с 1941 года, в 27 фильмах.
Роберт Пейдж был известен по таким фильмам, как хорроры «Монстр и девушка» (1941) и «Сын Дракулы» (1943), музыкальный вестерн «Не могу не петь» (1944), фильм нуар «Ледяная блондинка» (1948) и фантастическая комедия «Эбботт и Костелло летят на Марс» (1953).

## Название фильма
Рабочее название этого фильма — «Отверженный» (англ. The Outcast).

## Оценка фильма критикой
После выхода фильма на экраны кинообозреватель «Нью-Йорк Таймс» Говард Томпсон дал ему невысокую оценку, написав, что «единственной отличительной чертой этой бессвязной, неумелой чепухи, является тот грустно забавный факт, что большинство актёров, похоже, либо скучают, либо забавляются всем этим. И это не удивительно, ведь у фильма мрачный, незамысловатый сюжет на тему „какого брата я люблю“, который построен вокруг Веры Ралстон».
Современный киновед Леонард Молтин охарактеризовал картину как «невыдающуюся историю о женщине, которая влюбляется в жертву, которую планировалось шантажировать».
С другой стороны, киновед Хэл Эриксон отметил, что «как в бюджетном плане, так и на драматическом уровне это один из самых богатых фильмов студии Republic Pictures конца 1940-х годов», а Спенсер Селби назвал картину «стильным нуаром о человеке, который подговаривает амбициозную медсестру ради денег выйти замуж за своего богатого, смертельно больного брата».
Наконец, по мнению Майкла Кини, это «неплохая драма, в которой много атмосферы, включая органную музыку и океанские волны, разбивающиеся о скалы, а также парочка убийств». Что же касается актёрской игры, то «бывшая фигуристка Ралстон выдаёт одну из своих лучших ролей, хотя из-за её чешского акцента некоторые фразы невозможно разобрать. Хороши также и ветераны фильмов категории В Джон Кэрролл и Роберт Пейдж».